# Димитър Ганчев – Майт
Димитър Красимиров Ганчев, известен още със сценичното си име Майт или Ди Майт, e български микс инженер, рап изпълнител и музикален продуцент, роден в Бургас, България на 5 януари 1977 година.

## Музикална кариера
Първите стъпки в смесването (миксирането) на музика Ганчев прави с песните от албума НепротивоРАПНАЦИоснувателствувайте на Рап Нация, а когато от Бургас се мести в София започва съвместна работа с вокалиста на P.I.F. – Димо Стоянов. Пробивът за Майт идва със смесването на песента на група Те – Още не знам и последвалата му работа с музикалния продуцент Мага. Постепенно заетостта на Димитър Ганчев расте и негови клиенти стават артисти като Любо Киров, Миро, Криско, Калин Вельов, 100 Кила, Рафи, Мария Илиева, D2, Те, Белослава, Кристина Димитрова, Худини, Сантра, Мастило и други. През 2011 г. посещава един от семинарите Mix with the Masters, воден от световноизвестния микс инженер Тони Мазерати (работил над песни на Лейди Гага, Бионсе, Джейсън Мраз, Джеймс Браун, Марая Кери, Ноториъс БИГ, Блек Айд Пийс, Р. Кели, Дженифър Лопес, Рики Мартин, Пъф Деди, Тупак Шакур), а през 2013 г. Майт отново е на семинар, но под ръководството на друг известен микс инженер и носител на 9 награди „Грами“ – Мани Маракуин (Whitney Houston, 2Pac, Pink, John Mayer, Shakira, Maroon 5, Rihanna, Ludacris, Jazmine Sullivan, Duffy). 

## Дискография

### Като рап изпълнител
Студийни албуми 
- Рап Нация – Оцеляха само силните (1995)
- Рап Нация – Непротиворапнациоснувателствувайте (2000)
- Майт – Автобиография (2006)

Сингли
Списък с имента на синглите, годината на издаване, музикалният издател и албума, в който са включени.
| Песен/Сингъл                                        | Година | Албум                                | Лейбъл |
| --------------------------------------------------- | ------ | ------------------------------------ | ------ |
| „9 000 000 критици (ремикс)“ Рап Нация с Майт и Фед | 1998   |                                      |        |
| „Не мо'а дишам“ Рап Нация с Майт и Фед              | 1999   |                                      |        |
| „Раз, два, три“ Рап Нация с Майт и Фед              | 2000   | Непротиворапнационствувателствувайте |        |
| „Проблем“ Майт и Фед                                | 2001   |                                      |        |
| „Ъ-хъ“ Майт и Фед                                   | 2001   |                                      |        |
| „Индия тъмна“                                       | 2006   | Автобиография                        |        |

### Като микс инженер
| - Група 032 – Don't let me go - 100 Кила – Zla10 (албум) - 100 Кила – Пияната тояга - 100 Кила и Дичо – Дяволския град - 100 Кила – Фараон - Авеню – Безвремие - Авеню – Свобода - Авеню – Концерт „Аполония“ - Авеню – Спомни си ти за мен - Авеню и Любо Киров – Сънища без край - Авеню и Васко Василев – До края на нощта - Авеню – Лъжи - Ангел Ковачев с участието на GOPETO – Празнуваме - Ангел и Моисей с участието на Криско – Кой ден станахме - Ангел и Моисей – Знаеш ли кой видях - Ангел и Моисей – Спомняй си - Ангел и Моисей – Тази снимка пази - Ангел Ковачев – До вчера бяхме деца - Ангел Ковачев – Небесен - Ангел Ковачев – Друга порода - Ангел Ковачев – Мога да ти дам - Атанас Колев – Обещавам - Ахат – Чудни хора - Белослава – Слушай ме (албум) (албум на годината Бг Радио) - Белослава и Графа – Сън - Белослава – Когато има защо - Белослава – Времето за мен си - Белослава – Why - Белослава – No Matter - Белослава – Super Girl - Белослава, Мария Илиева, Любо Киров и Орлин Павлов – Коледно сърце - Богомил, Дивна, Орлин Горанов, Поли Генова, Lexus – Заедно с теб - Васил Чергов – Ароматно Лято - Веси Бонева – Разпалвам микрофоните - Веси Бонева – Родината - Веси Бонева – Както искам - Вики Терзийска, Поли Генова, Веси Бонева, Васко Чергов и Дичо – Щом си с мен - Виктор Либа – Само с очи - Вяра Атова – Тук и сега - Галена – Мама ураган - Галина Макавеева – Copy Paste - Гери-Никол – Ела и си вземи - Графа – Май си известен - Деси Тенекеджиева – Crazy Butterfly - Донна – Ще живеем вечно - Живко Петров – Ние избрахме музиката (коледен концерт) - Живко Петров – After 4 - Ивайло Колев – Нещо ми липсва - Играта и Лео – Ей така - Ицо Хазарта – Хип-хоп - Калин Вельов - - Каризма – Ще вали - Каризма – Fool for you - Криско – Разрешена любов - Криско – Не дължа нищо - Криско – Почивни дни - Криско – Drop Some - Криско – Няма к'во да стане - Криско – Хората говорят - Криско – Видимо доволни - Криско – Ideal Petroff - Криско – Било квот било - Криско с участието на Dim4ou – Златните момчета - Криско – Шапка ти свалям - Криско – Наздраве - Криско – Дали това любов е - Криско – ОЕТ - Криско – Лош или добър - Криско – Bazooka - Криста – Силна любов - Криста – За теб - Кристо и Сантра – Аромата ти - Кристо – Аз мога - Кристо и Жана Бергендорф – Играем с теб до края - Легендите – Концерт в НДК - Лили Иванова – Албум 2017 - Лора Караджова – Bye bye - Любо Киров – Говори ми на ти - Любо Киров – Life is beautiful - Любо Киров – Имам само теб - Любо Киров – Знам - Любо Киров – Концерт в НДК - Мариана Попова – Трябва да остана будна - Мария – Да съм с теб - Мария Илиева – I like - Мария Илиева – Стоп - Мария Илиева – Лунен сън – 10 години Мария Илиева (концерт) - Мария Илиева – МИ Live 2015 (концерт) - Мария Илиева – Нека Вали - Мария Попова – Аз съм любов - Мастило – В ръцете ти е най-добре - Мастило – Get out - Мария с участието на X & DEE – Любима Грешка - Миро – Някога преди - Миро – Сувенир - Миро – Алелуя и Амен | - Миро – Убива ме с любов - Миро – Sensation of love - Миро – Слагам край - Мона – Звезда - Мона – Има смисъл - Ненчо Балабанов – Няма дилема - Нина Николина – Със затворени очи - Нина Николина – Лале ли си - Нина Николина – Назад, назад моме Калино - Нора – Трябва ли - Поли Генова и Дичо – Нека с теб - Поли Генова и Орлин Павлов – Оле-але - Рафи и Hoodini – Нали така - Революция Z – Аз искам - Революция Z – Можеш да бъдеш всичко - Революция Z – Миналото в нас - Революция Z – Breakdown - Революция Z – Никога няма да бъдеш - Рубикуб – Всичко - Рубикуб – За мен роден си - Рубикуб – Still Together - Руши Видинлиев – Кислород - Руши Видинлиев – Never stop to rock - Сантра – Аз и ти - Сантра – Късно за романтика - Сантра – Сила - Сантра – Как не - Сантра – Нещо по-добро - Сантра – Изгрева и залеза - Сантра – Шанс ти давам - Сантра и Криско – Не ми убивай кефа - Сахара – Don't Kiss for money - Сахара – Strictly for us - Славяна Егбело – Любовни клопки - Стеляна Христова – The Chase (албум) - Стефан Вълдобрев и Обичайните заподозрени – Холивуд - Стефан Вълдобрев и Обичайните заподозрени – 10½ (албум) - Те – Още не знам дали - Те – Мога - Те – album албум на годината бг радио - Те – Unplugged (концерт) - Тита – Вуду кукла - Тита – Късай - Тодор Гаджалов – Still Love you - Тодор Георгиев – Не вярвам - Тодор Георгиев – 1:0 за Moi - Тони – Любов - Тони – Мога - Тони и Рут Колева – Break of Day - Тумбаито – Тумбаито (албум) - Тумбаито – Тумбаито (концерт) - Тумбаито – Mi Mundo - Хилда Казасян – Waters of March - Цветелина Янева – Още колко нощи - Цветелина Янева – Чакам Теб - Цветелина Янева и 100 Кила – 4 червени луни - Черния (YBBY) – Къде е якото - Хилда Казасян – Различна - Alex & Vladi – 1 X 1 - D2 – Fake it - D2 – Deadman - D2 – Феникс (албум) - D2, Бобо и Лора Караджова – Заедно - Dayo – Stay - Dayo – With my hands - Dayo – How can you hide - Dee с участието на Starlight – Спри не падай ти - Dim4ou – #422 - Diona – Нямам време за т'ва - Fang – До края на нощта - Fang – П.П.П. (Бармане, налей) - Fang – Зеленият път (албум) - Fang – Бала - Goodslav с участието на Лора Караджова – Нека бъде лято - Ice Cream – Много добре - Jerihon – New Day - Lariss – Ladidadi - LaTiDa – Чао, Чао - Nells – Без спирачки - NickName – Сънят е забранен - One Shot – The Challenge - P.I.F. – Балерина - P.I.F. – Passion in facts (албум) - P.I.F. – Messiah - Tita – Късай - Vessy – Work of art (албум) - Vessy – Ring the bells - Ya-Ya – Yes or No - Young BB Young – Featuring s Krisko - Young BB Young – Вън ти мастийо долна толкова селска - Young BB Young и Янко Бръснаря – Обичам го |

## Награди
- 2004 – Първа награда в раздел „Концерти“ за „TE Unplugged“ DVD (Международния медиен фестивал „Албена“)
- 2006 – Албум на годината за Слушай ме на Белослава (БГ Радио) [5]
- 2010 – Албум на годината за Като нея на група ТЕ (БГ Радио) [6]
- 2012 – Песен на годината за И ти не можеш да ме спреш на Дивна (БГ Радио) [7]
- 2014 – Песен на годината за Аз искам на Революция Z (БГ Радио)